# Jónas Tór Næs
Jónas Tór Næs, en féroïen Jónas Þór Næs, est un footballeur féroïen reconverti entraîneur, né le 27 décembre 1986 à Tórshavn. Il évolue au poste de défenseur.

## Biographie
Il obtient sa première sélection avec l'équipe des îles Féroé le 4 juin 2008 face à l'Estonie (défaite 4-3) en match amical.
Il prend sa retraite à la fin de l'année 2019, avant d'entamer une carrière d'entraîneur, sur le banc de touche du B36 Tórshavn où il coache les moins de 11 ans. Næs a déjà travaillé en tant qu'entraîneur pour l'équipe U9 du club lors de la saison 2019, parallèlement à sa carrière de footballeur.

## Palmarès

### Titres remportés en club
- B36 Tórshavn
  - Championnat des îles Féroé de football : 
    - Vainqueur (1) : 2010

- Valur Reykjavik
  - Coupe de la Ligue islandaise de football : 
    - Vainqueur (1) : 2011